# Víctor Borja
Víctor Hugo Borja Morca (ur. 18 lipca 1912 w Guadalajarze, zm. 8 listopada 1954 w Miguel Hidalgo) – meksykański koszykarz, brązowy medalista letnich igrzysk olimpijskich w Berlinie. Zagrał we wszystkich spotkaniach.
Jego brat Carlos także był koszykarzem, olimpijczykiem z 1936.